# Magla padnala v dolina (Vranjski biseri)
Magla padnala v dolina (Vranjsi biseri) (pun naziv: Magla padnala v dolina: Vranjsi biseri - pesme iz Južne Srbije) je studijski album pevačice Merime Njegomir iz 2014. godine sa vranjanskim pesmama i dvadeset četvrti studijski album ove umetnice. Objavljen je u izdanju PGP RTS.

## Pesme na albumu
Na albumu se nalaze sledeće pesme:
| Br. | Naziv pesme                    |
| --- | ------------------------------ |
| 1.  | Magla padnala v dolina         |
| 2.  | Gajtano, mome mori             |
| 3.  | Tri put ti čukna               |
| 4.  | Stojanke, bela Vranjanke       |
| 5.  | Blagujno dejče                 |
| 6.  | Da znaeš, mori mome            |
| 7.  | Što si, Leno, na golemo        |
| 8.  | Jovane, sine Jovane            |
| 9.  | Što ti je, Stano, mori         |
| 10. | Gugutka guka mi u gori         |
| 11. | Zemi me, zemi                  |
| 12. | Džanum na sred selo            |
| 13. | Zašto, Sike, zašto             |
| 14. | A kude si bila, mori Kara Koco |